# Søndersø Kommune
| Strukturdaten       | Strukturdaten    |
| ------------------- | ---------------- |
| Sitz der Verwaltung | Søndersø         |
| Fläche              | 181,36 km²       |
| Einwohner           | 11.366 (2006)    |
| Kommune seit 2007   | Nordfyns Kommune |

Søndersø Kommune war bis Dezember 2006 eine dänische Kommune im Norden der Insel Fünen im damaligen Fyns Amt. Seit Januar 2007 ist sie zusammen mit  den Kommunen Bogense und Otterup Teil der neugebildeten Nordfyns Kommune.
Søndersø Kommune entstand im Jahre 1966, ging somit der Verwaltungsreform von 1970 voraus und umfasste folgende Sogne:
- Søndersø Sogn (Landgemeinde Søndersø)
- Ejlby Sogn (Landgemeinde Ejlby)
- Hårslev Sogn (Landgemeinde Hårslev)
- Melby Sogn (Landgemeinde Melby)
- Skamby Sogn (Landgemeinde Skamby)
- Særslev Sogn (Landgemeinde Særslev)
- Veflinge Sogn (Landgemeinde Veflinge)
- Vigerslev Sogn (Landgemeinde Vigerslev)